# Elecciones federales de Australia de 1955
El 10 de diciembre de 1955  se celebraron elecciones federales en Australia, en las que se renovaron la Cámara de Representantes y el Senado.

## Resultados

### Cámara de Representantes
|  | Partido                       | Votos     | %     | +/-   | Escaños | +/- |
|  | Partido Laborista Australiano | 1.961.829 | 44.63 | 5.40  | 47      | -10 |
|  | Partido Liberal de Australia  | 1.746.485 | 39.73 | +1.43 | 57      | +10 |
|  | Partido Nacional del Campo    | 347.445   | 7.90  | 0.61  | 18      | +1  |
|  | Anti-Communist Labor Party    | 227.083   | 5.17  | *     | 0       | 0   |
|  | Otros                         | 112.693   | 2.56  |       | 0       | 0   |
|  | Total                         | 4.395.535 |       |       | 122     | +1  |
|  | Coalición Liberal- Nacional   |           | 54.20 | +4.90 | 75      | +11 |
|  | Partido Laborista Australiano |           | 45.80 | -4.90 | 47      | -10 |

### Senado
|  | Partido                        | Votos     | %     | +/-    | Escaños ganados | Escaños totales |
|  | Partido Laborista Australiano  | 1.803.335 | 40.61 | -10.01 | 12              | 28              |
|  | Liberal/Nacional (Lista Única) | 1.748.878 | 39.38 | +12.93 | 8               | *               |
|  | Partido Liberal de Australia   | 384.732   | 8.66  | -9.32  | 8               | 24              |
|  | Anti-Communist Labor Party     | 271.067   | 6.10  | *      | 1               | 2               |
|  | Partido Comunista de Australia | 161.869   | 3.64  | +0.59  | 0               | 0               |
|  | Partido Nacional del Campo     | 27.850    | 0.63  | +0.63  | 1               | 6               |
|  | Independientes                 | 43.294    | 0.97  |        | 0               | 0               |
|  | Total                          | 4.612.059 |       |        | 30              | 60              |

- Datos: Q3586894